# Kreisgericht Šiauliai

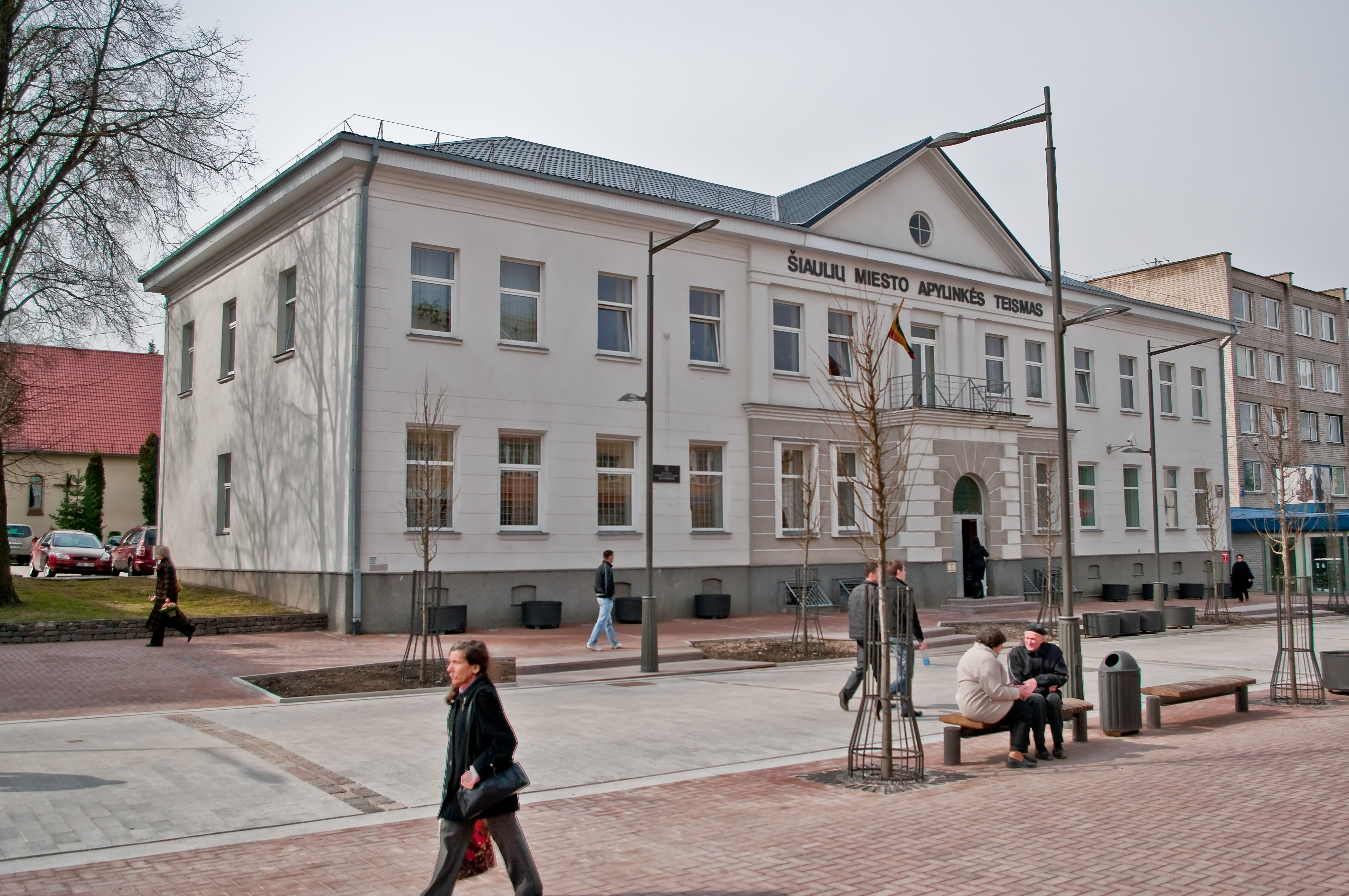
Kreisgericht Šiauliai

Das Kreisgericht Šiauliai (litauisch Šiaulių apylinkės teismas) ist seit 2013 ein Kreisgericht mit 27 Richtern, 8 Richtergehilfen und 13 Sitzungssekretären in Litauen und eines der drei Gerichte (neben dem Bezirksgericht Šiauliai und Bezirksverwaltungsgericht Šiauliai) in der viertgrößten Stadt der Republik. Das zuständige Territorium ist die Stadt Šiauliai und Rajongemeinde Šiauliai. Das Gericht der 2. Instanz ist das Bezirksgericht Šiauliai.
Adresse: Vilniaus g. 247, LT-76343 Šiauliai.
Gerichtsarchiv und Hypothekabteilung: Vytauto g. 149, Šiauliai.
Es ist hervorgegangen aus dem Rajonskreisgericht Šiauliai.

## Richter
- Gerichtspräsidentin: Gema Janušienė
- Stellvertreter für Straf- und Verwaltungssachen: Arūnas Bartkus
- Stellvertreterin für Zivilsachen: Rasa Milvydaitė